# Dalmsholte
Dalmsholte is een buurtschap in de gemeenten Dalfsen (het westelijk deel) en Ommen (het oostelijk deel), in de Nederlandse provincie Overijssel. Dalmsholte ligt ten noorden van het dorp Lemelerveld op ongeveer 18 kilometer ten oosten van Zwolle. Het was tot eind 19e eeuw een groot areaal woeste grond. De onherbergzaamheid van het gebied speelt in diverse sagen, oude volksvertellingen, een rol. Sinds de ontginningen rond 1900, is het een uitgestrekt landelijk gebied met verspreide boerderijen.
Van 1910 tot 1933 heeft Dalmsholte een stopplaats gehad aan de OLDO spoorlijn Deventer - Ommen. Op 1 januari 2023 telde de buurtschap 340 inwoners.
Hoofdplaats: Dalfsen      Dorpen: Ankum · Hoonhorst · Lemelerveld · Nieuwleusen · Oudleusen

Buurtschappen: Broekhuizen · Dalfserveld · Dalmsholte (deels) · De Marshoek · De Meele · Den Hulst · Emmen · Engeland · Gerner · Hessum · Holt · Lenthe · Mataram · Millingen · Ooster-Dalfsen · Oudleusenerveld · Rechteren · Rosengaarde · Ruitenveen · Slennebroek · Strenkhaar · Vennenberg · Welsum

Voormalige gemeenten: Nieuwleusen

Overijssel · Steden en dorpen in Overijssel      Nederland · Provincies · Gemeenten
Stad: Ommen      Dorpen: Lemele · Vilsteren 

Buurtschappen: Archem · Arriën · Arriërveld · Beerze · Beerzerveld · Besthmen · Dalmsholte (deels) · Eerde · Emsland · Giethmen · Hoogengraven · Junne · Nieuwebrug · Ommerbosch · Ommerkanaal · Ommerschans · Ommerveld · Rotbrink · Stegeren · Stegerveld · Varsen · Vinkenbuurt · Witharen · Zeesse

Overijssel · Steden en dorpen      Nederland · Provincies · Gemeenten